# Fernando Arce Jr.
Fernando David Arce Juárez, meglio noto come Fernando Arce Jr. (Chula Vista, 27 novembre 1996), è un calciatore statunitense, centrocampista del Puebla.

## Biografia
Nato negli Stati Uniti, è figlio di Fernando Arce, ex calciatore messicano.

## Caratteristiche tecniche
È un centrocampista difensivo.

## Carriera

### Club
Cresciuto nel settore giovanile del Club Tijuana, ha debuttato il 16 marzo 2014 in occasione dell'incontro di Liga MX perso 2-1 contro il Cruz Azul. Negli anni seguenti è stato poco impiegato in prima squadra, ed è stato ceduto per due stagioni in prestito ai Dorados con cui ha collezionato complessivamente 99 presenze e segnato 6 reti. Il 2 gennaio 2020 è stato ceduto a titolo definitivo al Necaxa.

### Nazionale
Eleggibile sia da Messico sia da Stati Uniti, ha scelto di optare per la nazionalità statunitense, dove nel 2015 ha giocato alcune partite con la selezione Under-20.

## Statistiche
Statistiche aggiornate al 7 novembre 2020.

### Presenze e reti nei club
| Stagione            | Squadra             | Campionato          | Campionato | Campionato | Coppe nazionali | Coppe nazionali | Coppe nazionali | Coppe continentali | Coppe continentali | Coppe continentali | Altre coppe | Altre coppe | Altre coppe | Totale | Totale | Totale |
| Stagione            | Squadra             | Comp                | Pres       | Reti       | Comp            | Pres            | Reti            | Comp               | Pres               | Reti               | Comp        | Pres        | Reti        | Pres   | Reti   |        |
| ------------------- | ------------------- | ------------------- | ---------- | ---------- | --------------- | --------------- | --------------- | ------------------ | ------------------ | ------------------ | ----------- | ----------- | ----------- | ------ | ------ | ------ |
| 2013-2014           | Club Tijuana        | LMX                 | 1          | 0          | CM              | 0               | 0               |                    | -                  | -                  |             | -           | -           | 1      | 0      |        |
| 2014-2015           | Club Tijuana        | LMX                 | 0          | 0          | CM              | 1               | 0               |                    | -                  | -                  |             | -           | -           | 1      | 0      |        |
| 2015-2016           | Club Tijuana        | LMX                 | 0          | 0          | CM              | 2               | 0               |                    | -                  | -                  |             | -           | -           | 2      | 0      |        |
| 2016-2017           | Dorados             | AMX                 | 29         | 1          | CM              | 7               | 0               |                    | -                  | -                  |             | -           | -           | 36     | 1      |        |
| 2017-gen. 2018      | Dorados             | AMX                 | 11         | 1          | CM              | 4               | 0               |                    | -                  | -                  |             | -           | -           | 15     | 1      |        |
| gen.-giu. 2018      | Club Tijuana        | LMX                 | 0          | 0          | CM              | 0               | 0               | CCL                | 1                  | 0                  |             | -           | -           | 1      | 0      |        |
| 2018-2019           | Dorados             | AMX                 | 39         | 4          | CM              | 9               | 1               |                    | -                  | -                  |             | -           | -           | 48     | 5      |        |
| Totale Dorados      | Totale Dorados      | Totale Dorados      | 79         | 6          |                 | 20              | 1               |                    | -                  | -                  |             | -           | -           | 99     | 6      |        |
| 2019-gen. 2020      | Club Tijuana        | LMX                 | 6          | 0          | CM              | 4               | 0               |                    | -                  | -                  |             | -           | -           | 10     | 0      |        |
| Totale Club Tijuana | Totale Club Tijuana | Totale Club Tijuana | 7          | 1          |                 | 7               | 0               |                    | 1                  | 0                  |             | -           | -           | 15     | 1      |        |
| gen.-giu. 2020      | Necaxa              | LMX                 | 6          | 0          | CM              | 0               | 0               |                    | -                  | -                  |             | -           | -           | 6      | 0      |        |
| 2020-2021           | Necaxa              | LMX                 | 12         | 1          | -               | -               | -               |                    | -                  | -                  |             | -           | -           | 12     | 1      |        |
| Totale Club Necaxa  | Totale Club Necaxa  | Totale Club Necaxa  | 18         | 1          |                 | 0               | 0               |                    | -                  | -                  |             | -           | -           | 18     | 1      |        |
| Totale carriera     | Totale carriera     | Totale carriera     | 107        | 7          |                 | 27              | 1               |                    | 1                  | 0                  |             | -           | -           | 135    | 8      |        |